# Bouarfa (Argélia)
Bouarfa (em árabe: بوعرفة) é uma cidade e comuna localizada na província de Blida, Argélia. Segundo o censo de 2008, a população total da cidade era de 35 910 habitantes.